# きたみファミリーランド
きたみファミリーランドは、北海道北見市にある遊園地。2004年から北見都市施設管理公社が指定管理者として運営している。

## アトラクション
アトラクション
- クレージーマウス（大型コースター トーゴ製　1990年導入）[1] - 全長約390m・1台あたり定員4名[3]。
- パットゴルフ（トーゴ製）[1]
- メリーカップ（トーゴ製）[1]
- メリーゴーランド（トーゴ製）[1]
- 豆汽車（トーゴ製）[1]
- ラウンドアップ（トーゴ製）[1]
- スカイサイクル（1人または2人乗り トーゴ製）[1]
- ゴーカート（1人または2人乗り トーゴ製）[1]
- ふあふあミント君
- スペースシャトル
- ハートビート
- ファイヤーバード
- フリーウェイ
- ドラゴンコースター

過去のアトラクション
- ビックリハウス（トーゴ製）[1]
- ミニクーペ（トーゴ製）[1]
- くるくるブランコ（トーゴ製）[1]
- ライダー（トーゴ製）[1]
- ローターウェーブ（トーゴ製）[1]
- スペースウォーク（トーゴ製）[1]

## その他施設
- ジャンボすべり台
- 売店
- 多目的広場（球技場）
- 北見自然休養村センター（レストラン・宿泊施設・大浴場）
- 山の家（炭火焼肉ハウス）

## 事故・トラブル
- 2007年7月6日午後3時28分頃[2]、クレイジーマウスの後部左側車輪5個のうち1個から[2]、ウレタンゴム緩衝材が長さ12cm幅3cm剥離し車体との隙間に挟まり、高さ16mのループを通過後の上り坂にて後退し停車、乗客の児童2名に怪我はなし[3]。7月7日にはトラブルの該当車両以外を含む全5台の使用を停止[4]。2007年度の年間入場者は前年度から13.6万人減少し約27.6万人に激減、ウレタンゴムのメーカーを変更しゴムの摩耗度を毎週点検する形で事故対策を強化し2008年度より営業を再開[5]。
- 2009年10月18日午後0時35分頃、クレイジーマウスが電気系統のトラブルによりセンサーが誤作動し安全装置の作動により緊急停止、2台の車両が運航していたが安全装置解除後に安全に乗降場に戻り営業を休止[6]、2010年度に塗装変更も行った後営業を再開している[7]。